# Adolf Hitler Schule

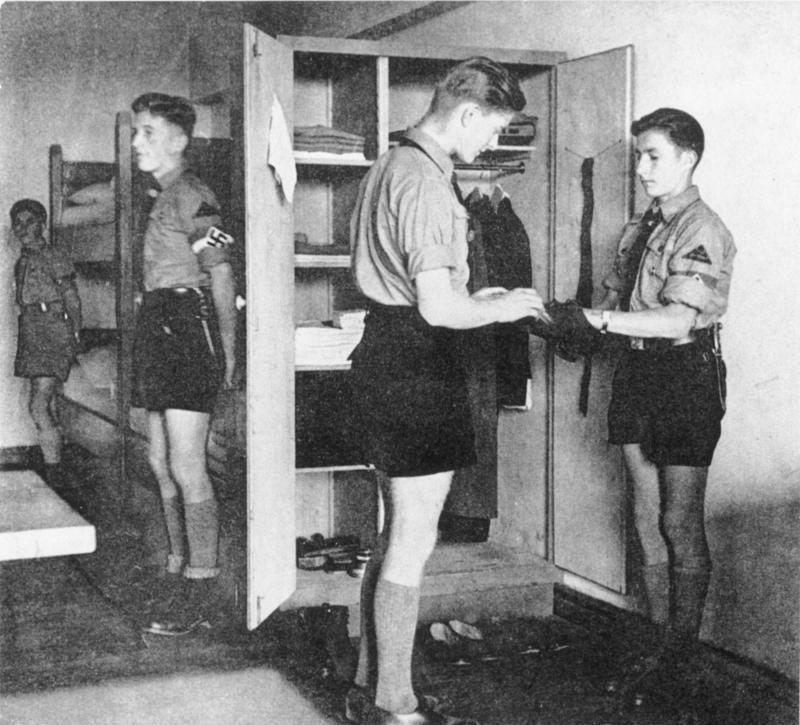
Escuelas nacionalsocialistas Adolf Hitler Schulen (AHS) ejemplo de "Revolución en la educación"

Las Adolf Hitler Schulen (AHS) fueron una asociación, primero de 10 y finalmente de 12 escuelas nacionalsocialistas, a las que Hitler permitió llevar su nombre el 15 de enero de 1937. Su fundación estaba basada en el plan de Robert Ley de erigir una "Gauburg" (ciudadela) en cada gau, creando un sistema escolar del partido.
Esto tendría que haber transformado las napolas públicas, pero el ministro de educación Bernhard Rust solo estuvo de acuerdo en el caso de los internados "Aufbauschulen" (escuelas de grado superior con algo de preparación universitaria), apoyado por el partido, en educar a futuros líderes nazis. Ninguno de los planes de llevó a cabo. Hasta 1941, las Adolf Hitler Schulen fueron financiados por el Frente Alemán del Trabajo, y la responsabilidad de su estructura no fue asumida directamente por el Partido nazi, sino por el líder de las Juventudes Hitlerianas, el Reichsjugendführer.
Las AHS constituyen un ejemplo de "revolución en la educación":

La responsabilidad de la juventud en sí misma es posible también en la escuela.
— Baldur von Schirach

Las escuelas de Adolf Hitler son centros políticos de educación para una selección de la juventud alemana. Quien ha pasado esa formación está políticamente marcado y es un luchador incondicional del nacionalsocialismo. Fanáticamente convencido de su fe en la idea, tiene que ser un ejemplo de la vida nacionalsocialista para todo el pueblo, un ancla firme para todas las figuras vacilantes, un enemigo de todos los parásitos del pueblo. El joven no se convierte en un beneficiario de una institución del movimiento, sino en su representante, en un portador de la idea, allá implantada en él. 

— Guido Knopp

Así, las Juventudes Hitlerianas anunciaron su intención de transformar el sistema educativo. Ya en la práctica las AHS apenas lograron más que el modelo de dirección duplicada de los internados. Se contrató a los líderes de las Juventudes como líderes de escuela (en alemán: Schulführer) y un comandante (Kommandeur) de las Juventudes supervisaba las escuelas de la zona en lugar del gauleiter correspondiente. En su mayoría ambiciosos e inexpertos, los educadores trabajaban en planes educativos y curriculares, llegándose a publicar únicamente los planes de arte y educación vocacional en 1944. La coordinación era escasa a la hora de combinar asignaturas básicas en el Volkskunde (folklore) como en el contenido e introducción a nuevas asignaturas como escolarización en la visión del mundo (que a veces se llamaba simplemente NSDAP) y cultura religiosa (aunque no se ofreció ninguna asignatura de religión confesional). El latín se convirtió en el idioma extranjero más impartido, y, al igual que en las napolas, se garantizaron asignaturas de música y atletismo. Los Einsätze (grupos de acción) eran parte de la teoría educativa de ambos tipos de escuelas y permitían a los alumnos probarse a sí mismos, habitualmente en funciones de liderazgo de las Juventudes Hitlerianas.
A principios de 1941, las AHS se convirtieron en Escuelas del Reich del NSDAP
. Tras 1941, algunas AHS fueron trasladadas a sanatorios vacíos y conventos cerrados. Se detuvo la asignación de alumnos según su zona y se aceptó a alumnos germanoparlantes de los territorios ocupados.
De esta manera se hicieron más evidentes los criterios dispares con los que las Juventudes Hitlerianas, bajo control de los líderes locales de gau, seleccionaba a los alumnos. Su concepto de la educación estaba basado principalmente en que cada aspirante demostrara que era el mejor. En 1941, el Ministerio de Educación certificó que el examen final Abschlussbeurteilung, concedido tras seis años de estudio) cualificaba a los alumnos para estudios universitarios. Durante esos seis años, habían asumido posiciones de liderazgo en la evacuación de niños al campo, y, tras 1943, como ayudantes de fuego aéreo.
Selección de alumnos
Cada gauleiter tenía que tener en cuenta los siguientes puntos para la selección de posibles alumnos:
- Las Juventudes Hitlerianas evaluaban la capacidad de liderazgo de los niños: tenían que demostrar que ya eran excelentes líderes entre sus iguales.

- Tenían que probar la pureza racial de sus ancestros: El certificado de linaje familiar tenía que alcanzar hasta el 1 de enero de 1800.

- Tenían que estar absolutamente sanos.

- El linaje familiar tenía que estar totalmente libre de enfermedades genéticas.

- Los padres del alumno tenían que ser miembros activos del NSDAP o de las sub organizaciones del partido.

Junto a las capacidades cognitivas, se hizo hincapié en las competencias sociales (trabajo en equipo, compañerismo, cooperatividad, etc).